# Георги Калпакчиев
Георги Маринов Калпакчиев е български офицер, доцент, генерал-майор.

## Биография
Роден е на 22 ноември 1928 г. във великотърновското село Михалци. Основно образование завършва в родното си село, а средно през 1946 г. в държавната мъжка гимназия в Търново и Михалската реална смесена гимназия. След това става учител в село Крочмар. В периода 1947 – 1950 г. учи в Народното военно училище „Васил Левски“, специалност „Свързочни войски“. След завършването е назначен за командир на взвод в свързочната юнкерска рота на специалната дружина на Военното училище. При основаването на Народното военно свързочно училище Калпакчиев участва в неговото създаване. Там е назначен за командир на взвод курсанти в състава на Свързочния батальон. От 1952 до 1953 г. учи в първия випуск на Военно-техническата академия в София. След това е определен за аспирант. През януари 1957 г. защитава дисертация на тема „Организация, оборудване и преместване на свързочни възли в настъпателната операция в условията на използване на атомно оръжие“. През юни 1957 г. получава научната степен доктор (тогава кандидат на военните науки), която се явява първа в Свързочни войски на България. През февруари 1957 г. е назначен за началник на свръзките на трета планинска стрелкова дивизия в Благоевград. От 1958 г. става преподавател по „Организация на свръзките“ във Военната академия в София. В периода 1958 – 1968 г. работи в катедра „Свързочни войски“ и катедра „Военна кибернетика“ (1968 – 1970). Учи във Военната академия по свръзките „Будьони“ бойно използване на електронноизчислителните машини. От 1970 г. е старши помощник в Управление за бойното използване на изчислителната техника. От есента на 1970 г. до есента на 1972 г. учи в Академията на Генералния щаб на въоръжените сили на СССР. След завръщането си е назначен за началник-щаб на Управление „Свързочни войски“ на Генералния щаб. От 1973 г. при създаването на Командване Сухопътни войски е назначен за началник на Свързочното управление на командването. От октомври 1975 до септември 1987 г. е началник на Управление „Свързочни войски“ и началник на Свързочните войски на България. От 1978 г. е генерал-майор. Бил е член на Специализирания научен съвет по военни науки. От 1987 до 1991 г. е началник на III специален факултет на Военната академия в София. В периода 1995 – 1999 г. е кмет на родното си село Михалци. От 2000 до 2003 г. е общински съветник.

## Военни звания
- подпоручик – април 1950
- генерал-майор – 1978

## Образование
- Народно военно училище „Васил Левски“ (1947 – 1950)
- Военно-техническа академия – (1952 – 1953)
- Военна свързочна академия „Семьон Будьони“
- Академия на Генералния щаб на въоръжените сили на СССР (1970 – 1972)